# Новотроицкое (Иглинский район)
Новотроицкое (баш. Яңы Троицкий) — деревня в Иглинском районе Башкортостана, входит в состав Тавтимановского сельсовета.

## Географическое положение
Расположена между сёлами Кудеевский и Тавтиманово, на правом берегу реки Лобовка в 18 км к востоку от Иглино и в 40 км от Уфы.
На юге вблизи деревни (за рекой) находится остановочная платформа 1680 км на ж.-д. линии Уфа — Челябинск. Автодорог с твёрдым покрытием в деревне нет.
Тип почвы: суглинистая, рельеф: горный.

## История
В XX веке в деревне в некоторые годы проживало до 500 человек, в том числе эвакуированных из блокадного Ленинграда. После распада СССР, в результате отъезда местных жителей деревню начали заселять садоводы-любители.

## Население
| 2002 | 2009 | 2010 |
| ---- | ---- | ---- |
| 60   | ↘44  | ↗63  |

## Инфраструктура
В XX веке в деревне была школа, магазин, сельсовет, конюшни. Жители занимались приусадебным хозяйством разведением скота, в деревне было около 200 голов КРС. Рядом с платформой находится карьер, в котором добывают белую глину.
В деревне расположен памятник «Борцам за советскую власть и погибшим в 1918 г. от кулаков т.т…».